# ماركو ميلوفانوفيتش
ماركو ميلوفانوفيتش (مواليد 4 أغسطس 2003) هو لاعب كرة قدم صربي يلعب في مركز المهاجم في نادي ألميريا.

## روابط خارجية
- ماركو ميلوفانوفيتش على موقع الاتحاد الأوربي (الإنجليزية)
- ماركو ميلوفانوفيتش على موقع قاعدة بيانات كرة القدم.إي يو (الإنجليزية)
- ماركو ميلوفانوفيتش على موقع Soccerbase.com (لاعب) (الإنجليزية)
- ماركو ميلوفانوفيتش على موقع Soccerway.com (الإنجليزية)
- ماركو ميلوفانوفيتش على موقع عالم كرة القدم.نت (الإنجليزية)